# Hundovo pravilo
Hundovo pravilo pravi, da elektroni zasedejo energijsko enakovredne orbitale posamično. To trditev je leta 1925 postavil nemški fizik Friedrich Hund (1896 - 1997). Povedano drugače: vsako energijsko enakovredno orbitalo zasede najprej po en elektron; orbitala se lahko zapolni z drugim šele, ko je v vseh energijsko enakovrednih orbitalah po en elektron. Na primer trije elektroni se v p-orbitalah razporedijo tako, da je v vsaki p-orbitali po en elektron: px1, py1, pz1.
Razporeditev px2, py1 pa je napačna.
Podobno velja tudi za polnjenje d-orbital. Štirje elektroni se v petih d-orbitalah razporedijo tako, da je v vsaki d-orbitali po en elektron. En d-orbitala ostane prazna.